# Baremonepas
De Baremonepas, ook wel Passo del Marè genoemd, (Italiaans: Passo Baremone) is een 1450 meter hoge bergpas in de Noord Italiaanse provincie Brescia. De pashoogte vormt de scheiding tussen het Val Trompia en het Valle Sabbia. Ten noorden van de pashoogte verheft zich de 1536 meter hoge Cima Baremone.
De pasweg is gedeeltelijk ongeasfalteerd, smal en op enkele punten steil (16%). Vanuit het oosten voert de weg omhoog vanuit Anfo (380 m) aan het Idromeer met een gemiddelde stijging van 9,3%. Deze kant met 22 haarspeldbochten is volledig geasfalteerd.
De Baremonepas is vanuit het westen te bereiken vanuit de nabijgelegen Manivapas waarbij ongemerkt twee andere bergpassen worden gepasseerd; de Passo Berga (1527 m) en de Passo Spina (1521 m).
Agnello · Aprica · Assietta · Baremone · Brenner · Brocon · Cadibona · Capannelle · Campolongo · Costalunga · Croce Dominii · Cuvignone · Duran · Esischie · Falzarego · Fauniera · Fedaia · Finestre · Forcola di Livigno · Foscagno · Gardena · Gavia · Giau · Giogo di Bala · Grote Sint-Bernhard · Jaufen · Joux · Kleine Sint-Bernhard · Lavaze · Leonessa · Lombarda · Maddalena · Manghen · Maniva · Mendel · Montgenèvre · Mont-Cenis · Monte Cristo · Mortirolo · Nigra · Nivolet · Penser Joch · Platigliolepas · Pfitscherjoch · Plöcken · Pordoi · Pratoriscio · Predil · Presolana · Reschen · Rolle · Sampeyre · San Carlo · San Marco · San Pellegrino · San Zeno · Scale · Sella · Sestriere · Sommeiller · Splügen · Staller Sattel · Staulanza · Stelvio · Tenda · Timmelsjoch · Tonale · Tre Croci · Tremalzo · Umbrail · Val Bighera · Valcavera · Valles · Valparola · Via del Sale · Vivione · Würz